# Sellin (Meklemburgia-Pomorze Przednie)
Sellin, Ostseebad (pol. Kąpielisko nadbałtyckie) – miejscowość i gmina w Niemczech na wyspie Rugia, w kraju związkowym Meklemburgia-Pomorze Przednie, w powiecie Vorpommern-Rügen, wchodząca w skład związku gmin Mönchgut-Granitz.

## Toponimia
Nazwa Sellin ma pochodzenie słowiańskie, od połab. *zeleny „zielony”, prawdopodobnie w znaczeniu zielony kraj. W języku polskim rekonstruowana w formie Zieleń.